# Bogatka (Pommeren)
Bogatka is een plaats in het Poolse district  Gdański, woiwodschap Pommeren. De plaats maakt deel uit van de gemeente Pruszcz Gdański en telt 146 inwoners.

## Verkeer en vervoer
- Station Bogatka